# روزستش ناد کونشتاتم
روزستش ناد کونشتاتم (به لاتین: Rozseč nad Kunštátem) یک منطقهٔ مسکونی در جمهوری چک است که در ناحیه بلانسکو واقع شده‌است. روزستش ناد کونشتاتم ۶٫۱۲ کیلومتر مربع مساحت و ۵۰۰ نفر جمعیت دارد و ۶۲۸ متر بالاتر از سطح دریا واقع شده‌است.